# نيون إراسميون (كسانثي)
نيون إراسميون (Νέον Εράσμιον) هي مستوطنة تابعة لبلدية توبيروس في محافظة كسانثي. تقع على مسافة 29.2 كيلومترًا جنوب كسانثي عبر بلدة ديكارخوس. يبلغ عدد سكانها 865 نسمة (تعداد 2011).
كانت توجدة فيها سابقا مستوطنة زيلوتي المسلمة. بنيت مستوطنة نيو إيراسميو في وقت لاحق حيث استقر اللاجئون المسيحيون الذين وصلوا من تراقيا الشرقية. في وقت لاحق تم توحيد المستوطنتين تحت اسم نيو إيراسميو.